# Serena Verdirosi
Serena Nardi Verdirosi (Roma, 23 marzo 1947) è una doppiatrice e direttrice del doppiaggio italiana.

## Biografia
Da ragazzina ha doppiato i personaggi di Scout (Mary Badham) in Il buio oltre la siepe (1962) e di Cathy Brenner (Veronica Cartwright) ne Gli uccelli (1963), e varie volte quelli dell'attrice inglese Hayley Mills. È nota in particolare per aver prestato la voce a Sally Field. Ha doppiato anche, fra le altre, Stockard Channing, Gates McFadden, Kelly McGillis, Goldie Hawn, Teri Garr (in Tootsie), Jill Clayburgh e Anjelica Huston. Da bambina ha partecipato al film Totò, Fabrizi e i giovani d'oggi, interpretando la figlia di Aldo Fabrizi. Ha doppiato Diane Baker, la madre della protagonista Sandra Bullock, nel thriller statunitense The Net - Intrappolata nella rete del 1995. 
Nel maggio 2007, ha vinto il premio alla carriera alla quarta edizione del Leggio d'oro.

## Vita privata
È stata sposata con il collega Massimo Turci con il quale ha avuto il figlio Francesco.

## Doppiaggio

### Cinema
- Sally Field in Il gigante della strada, Diritto di cronaca, L'amore di Murphy, Bolle di sapone, Una canaglia a tutto gas, Fiori d'acciaio, Le stagioni del cuore, David Copperfield, L'ultima battuta, Due settimane - Two Weeks
- Hayley Mills in Il cowboy con il velo da sposa, F.B.I. - Operazione gatto, I figli del capitano Grant, Giallo a Creta, Crociera imprevista, Il giardino di gesso, Guai con gli angeli, Magia d'estate, Appuntamento con la morte
- Gates McFadden in Generazioni, Primo contatto, Star Trek - L'insurrezione, Star Trek - La nemesi
- Debra Feuer in Desperado: The Outlaw Wars
- Isabelle Adjani in I primi turbamenti, Driver l'imprendibile
- Teri Garr in Tootsie, Un sogno lungo un giorno
- Keith Almoney in Fluido mortale
- Carole André in Il Corsaro Nero
- Claudine Auger in L'iniziazione
- Brenda Bakke in Trappola sulle Montagne Rocciose
- Barbara Beaird in Toby Tyler
- Annie Belle in Laure, La notte dell'alta marea
- Claudia Butenuth in Cosa avete fatto a Solange?
- Cindy Carol in Erasmo il lentigginoso
- Veronica Cartwright in Gli uccelli
- Evelyn Venable in Primo amore (ridoppiaggio)
- Tina Chen in I tre giorni del Condor
- Lois Chiles in Come eravamo
- Glenn Close in Doppio taglio
- Josiane Balasko in Il riccio
- April Clough in Non c'è due senza quattro
- Mary Badham in Il buio oltre la siepe, Questa ragazza è di tutti
- Sandy Descher in I figli dello spazio
- Pamela Franklin in Suspense, Il leone
- Laura Gemser in Voto di castità, I due superpiedi quasi piatti
- Swoosie Kurtz in Le regole dell'attrazione, Duplex - Un appartamento per tre
- Melanie Griffith in Shade - Carta vincente
- Daryl Hannah in Fury
- Robert Kazuyoshi Hirano in Il ponticello sul fiume dei guai
- Sylvia Kristel in Emmanuelle l'antivergine
- Martine Kelly in Histoire d'O
- Anne Lambert in Picnic ad Hanging Rock
- Agostina Belli in Barbablù
- Jamie Lee Curtis in Fog
- Catriona MacColl in Paura nella città dei morti viventi, ...e tu vivrai nel terrore! - L'aldilà, Quella villa accanto al cimitero
- Kelly McGillis in Top Gun, Accadde in paradiso, Nessuno può sentirti
- Lynne Marta in Joe Kidd
- Susanna Martinkowa in Il ragazzo che sorride
- Nora Miao in Dalla Cina con furore, L'urlo di Chen terrorizza anche l'occidente
- Billy Miller in Nel tempio degli uomini talpa
- Annette O'Toole in Superman III
- Romina Power in Nel sole, L'oro del mondo, Il suo nome è Donna Rosa, Pensando a te, Justine ovvero le disavventure della virtù, Angeli senza paradiso, Mezzanotte d'amore
- Alan Roberts in Dinosaurus!
- Rebecca Gilling ne Il dragone vola alto
- Rene Russo in Buddy - Un gorilla per amico
- Pippa Steel in Vampiri amanti
- Yanti Somer in ...continuavano a chiamarlo Trinità, ...e poi lo chiamarono il Magnifico
- Catherine Hicks in Il filo del rasoio, Star Trek IV: Rotta verso la Terra
- Oprah Winfrey in Getta la mamma dal treno, Selma - La strada per la libertà
- Anne Archer in Amare per vivere, L'uomo di casa
- Jenny Tamburi in Peccati in famiglia
- Kathleen Turner in Un genio in pannolino, Peggy Sue si è sposata
- Catherine Zeta-Jones in Duca si nasce!
- Anna Deavere Smith in Philadelphia
- Patricia Clarkson in Jumanji, Semplicemente irresistibile
- Dina Spybey in Quel pazzo venerdì
- Melinda Dillon in Incontri ravvicinati del terzo tipo
- Stockard Channing in Qualcosa di personale
- Claudia Black in Stargate: L'arca della verità, Stargate: Continuum
- Kate Nelligan in Premonition
- Elle Macpherson in L'urlo dell'odio
- Jennifer Coolidge in Cambia la tua vita con un click
- Goldie Hawn in La morte ti fa bella, Moglie a sorpresa, La volpe e la duchessa
- Diana Scarwid in Silkwood
- Kathleen Quinlan in Apollo 13
- Twink Caplan in Senti chi parla 2
- Cherry Jones in Mr. Beaver
- Nadia Cassini in L'infermiera nella corsia dei militari
- Isabella Rossellini in Velluto blu, L'ultima Africa
- Eleonora Giorgi in Appassionata
- Lilli Carati in Di che segno sei?, Poliziotto sprint, Avere vent'anni, L'avvocato della mala
- Francesca Muzio in La nipote
- Renée Simonsen in Via Montenapoleone
- Gloria Guida in La ragazzina, L'affittacamere, La ragazza alla pari, Orazi e Curiazi 3 - 2, L'infermiera di notte
- Silvia Dionisio in Lisa dagli occhi blu
- Valona Noland in Carovana di fuoco
- Gina Gillespie in Attenti alle vedove
- Jacqueline Malouf in I tre della Croce del Sud
- Stefania Doria in W le donne
- Marilda Donà in Laggiù nella giungla
- Carmen Villani in Ecco lingua d'argento, L'amica di mia madre
- Tania Alvarado in Lo credevano uno stinco di santo
- Tuesday Weld in Cincinnati Kid
- Lesley Ann Warren in Ricetta per un disastro
- Judy Geeson in Le streghe di Salem
- Lisa Stothard in Montecarlo Gran Casinò
- Federica Moro in Yuppies - I giovani di successo

### Serie televisive
- Gates McFadden in Star Trek - The Next Generation, Star Trek: Picard
- Sally Field in Dalla Terra alla Luna
- Candice Bergen in Boston Legal
- Yōko Shimada in Shōgun
- Claudia Black in Stargate SG-1
- Linda Evans in Dynasty
- Paula Wilcox in Un uomo in casa
- Sheila Fearn in George e Mildred
- Lori Singer in Saranno famosi
- Susan Richardson in La famiglia Bradford
- Carmen Munroe in Attenti a quei due
- Nívea Maria in Maria, Maria

### Film d'animazione
- Principessa Badul Budur in Aladino e la sua lampada meravigliosa
- Topini in Cenerentola (ed.1967)
- Annie in Continuavano a chiamarlo il gatto con gli stivali
- Valentina ne Il giro del mondo degli innamorati di Peynet
- Hilda in Hols, il principe del sole
- Turaga Nokama in Bionicle: Mask of Light
- Haraway in Ghost in the Shell - L'attacco dei Cyborg
- Louise Nash in Cars 3
- May Parker in Spider-Man - Un nuovo universo

### Serie animate
- Mamma (st. 1-7) in Futurama

## Filmografia parziale

### Attrice
- Totò, Fabrizi e i giovani d'oggi, regia di Mario Mattoli (1960)
- L'onorata società, regia di Riccardo Pazzaglia (1961)
- Vacanze per un massacro - Madness, regia di Fernando Di Leo (1980)

## Riconoscimenti
- Leggio d'oro
  - 2007 – Premio alla carriera[1]